# Mirante do Paranapanema (kommun)
Mirante do Paranapanema är en kommun i Brasilien.   Den ligger i delstaten São Paulo, i den södra delen av landet, 800 km sydväst om huvudstaden Brasília. Antalet invånare är 17 064.
Följande samhällen finns i Mirante do Paranapanema:
- Mirante do Paranapanema

Trakten runt Mirante do Paranapanema består i huvudsak av gräsmarker. Runt Mirante do Paranapanema är det ganska glesbefolkat, med 22 invånare per kvadratkilometer.